# アラウンド・ザ・ワールド・イン・ア・デイ
アラウンド・ザ・ワールド・イン・ア・デイ (Around the World in a Day) は、プリンス・アンド・ザ・レボリューションによる1985年のアルバム。

## チャート順位
| チャート (1985)           | 最高順位 |
| ------------------------- | -------- |
| U.S. Billboard 200        | 1        |
| U.S. Billboard R&B Albums | 4        |
| UK Albums Chart           | 5        |

## 解説
『1999』『パープル・レイン』の2作で成功を収めてきたプリンスが、作風をがらりと変えてきたアルバム。
全米で1300万枚、全世界で2500万枚を売り上げた『パープル・レイン』の収益で設立した独自レーベルであるペイズリー・パーク・レコード（en:Paisly Park Records）から初めて出されたアルバムでもある。プリンスが音楽的に1つ向上した作品である。
全米1位を獲得した。
本作のレコーディングは『プリンス/パープル・レイン』公開前から始まっていたという。
本作はアメリカで200万枚以上を売り上げダブル・プラチナに認定された。またイギリスでも10万枚を売り上げ、ゴールドに認定された。シングル曲も「ラズベリー・ベレー」と「ポップ・ライフ」の2曲はビルボード・ホット100チャートのトップ10入りを果たした。

## 収録曲
全ての作曲、編曲：プリンス

Side one
1. "Around the World in a Day" (David Coleman, John L. Nelson, Prince) – 3:28
2. "Paisley Park" – 4:42
3. "Condition of the Heart" – 6:48
4. "Raspberry Beret" – 3:33
5. "Tamborine" – 2:47

Side two
1. "America" (Prince and the Revolution) – 3:42
2. "Pop Life" – 3:43
3. "The Ladder" (John L. Nelson, Prince) – 5:29
4. "Temptation" – 8:18